# Runza

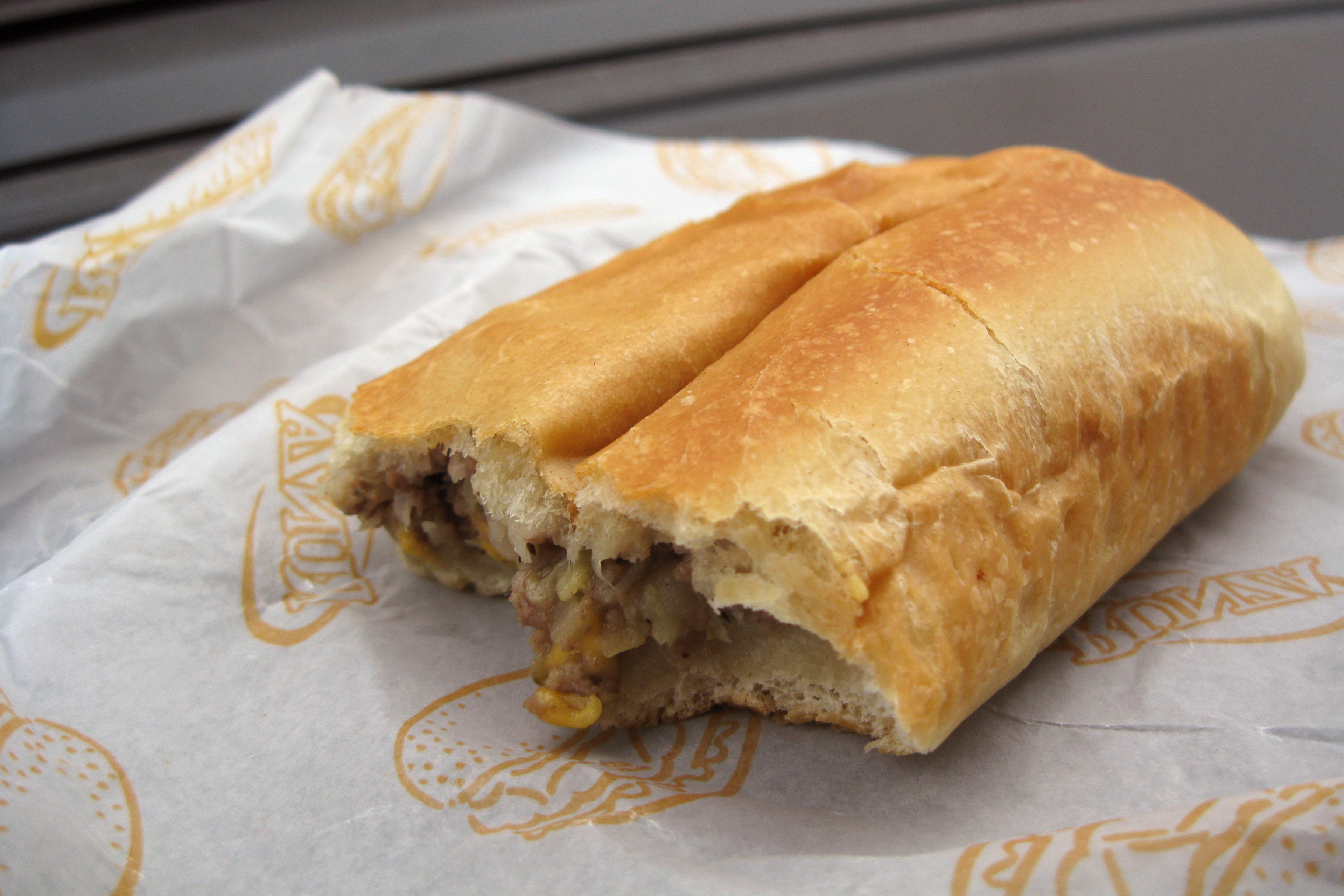
Runza

Ein Runza (auch Bierock, Krautburger oder Krautpirogge) ist eine Brottasche aus Hefeteig mit einer Füllung aus Rindfleisch, Kraut oder Sauerkraut, Zwiebeln und Gewürzen. Runzas können in verschiedenen Formen gebacken werden, z. B. Halbmond, Rechteck, Rund (Brötchen), Quadrat oder Dreieck. Die von der Restaurantkette Runza verkauften Runzas sind rechteckig, während viele der in Kansas verkauften Runzas runde Brötchen sind. Die Runza ist ein regionales Gericht aus Nebraska, das – ähnlich wie der „Cornhusker Football“ – als besonders typisch für diesen US-Bundesstaat gilt. Sie wird von der Nebraska Society of Washington, D.C. und der Nebraska Society of New York bei den Taste of Nebraska-Veranstaltungen angeboten. Die Runza vertritt Nebraska zudem bei der „Flavoured Nation“, einer Veranstaltung, bei der ikonische Gerichte aus allen fünfzig Bundesstaaten serviert werden.

## Geschichte
Das Runza-Sandwich stammt von Piroggen ab, einer russischen Backware. Wolgadeutsche, die sich auf Einladung von Katharina der Großen im 18. Jahrhundert im Wolga-Tal in Russland niederließen, passten die Piroggen an, um das Bierock herzustellen, ein Hefegebäck-Sandwich mit ähnlichen herzhaften Zutaten. Als sich das politische Klima gegen die Wolgadeutschen wandte, wanderten viele in die Vereinigten Staaten aus und gründeten Gemeinschaften in den Great Plains. Diese Einwanderer, einschließlich der Familie Brening, die sich in der Nähe von Sutton, Nebraska, niederließ, brachten ihre Bierock-Rezepte mit. Sarah "Sally" Everett (geb. Brening), ursprünglich aus Sutton, wird zugeschrieben, das Bierock-Rezept ihrer Familie in die Runza übernommen und auch den Namen für das Sandwich erfunden zu haben. Im Jahre 1949 begann Everett mit ihrem Bruder Alex in Lincoln ein Geschäft mit dem Verkauf von Runzas.

## Etymologie
Viele Quellen stimmen darin überein, dass Sally Everett den Namen "Runza" erfunden hat, obwohl es wahrscheinlich ist, dass sie ihn von einem bestehenden Namen für das Sandwich übernommen hat, entweder der „Krautrunz“ eine ältere, andere deutsche Bezeichnung für das Bierock, oder das plattdeutsche „Runa“, was „Bauch“ bedeutet und auf die sanft gerundete Form des Beutelgebäcks anspielt. Das moderne deutsche Wort Ranzen leitet sich von „Runa“ ab. Das Wort "Runza" ist in den Vereinigten Staaten als Markenname der Restaurantkette „Runza“ eingetragen.